# فيكتور فازكيز
فيكتور فازكيز سولزونا (بالإسبانية: Víctor Vázquez Solsona)، لاعب كرة قدم إسباني .

## روابط خارجية
- فيكتور فازكيز على موقع الاتحاد الأوربي (الإنجليزية)
- فيكتور فازكيز على موقع الدوري الأمريكي (الإنجليزية)
- فيكتور فازكيز على موقع قاعدة بيانات كرة القدم.إي يو (الإنجليزية)
- فيكتور فازكيز على موقع Soccerway.com (الإنجليزية)
- فيكتور فازكيز على موقع عالم كرة القدم.نت (الإنجليزية)
- فيكتور فازكيز على موقع AS.com (الإسبانية)

فيكتور فازكيز